# Yann Poilvet
 (juin 2008).
Si vous disposez d'ouvrages ou d'articles de référence ou si vous connaissez des sites web de qualité traitant du thème abordé ici, merci de compléter l'article en donnant les références utiles à sa vérifiabilité et en les liant à la section « Notes et références ».
Yann Poilvet, né le 3 août 1927 à Landehen et mort le 18 janvier 2013 à Saint-Brieuc, journaliste et militant breton. Il fut résistant et gaulliste de gauche, proche de René Capitant.

## Carrière de journaliste
Il fait toute sa carrière dans le journalisme, entrant en 1945 comme rédacteur au Maine Libre, puis devenant en 1946 rédacteur en chef de Marianne au Combat, Le Nouveau Journal et Paris banlieue, et en 1947 L’Espoir. De 1948 à 1959, il dirige Le Journal de Seine-et-Oise et La Gazette de l’Ile-de-France. Directeur de La Tribune républicaine de 1950 à 1953, il devient PDG du Moniteur en 1958, directeur de Notre République puis de L’Avenir de l’Ile-de-France Sud.
Il dirige de nombreuses publications et crée, en 1969, le mensuel Armor magazine, dont sa fille Anne-Édith Poilvet devient la rédactrice en chef jusqu'au dernier numéro le 30 août 2011.

## Carrière politique
Membre du comité directeur et de la délégation exécutive de l’Union démocratique du travail (UDT, gaulliste) (depuis 1959), ancien vice-président du Syndicat national de la presse périodique (1979-95), favorable à un « vrai partenariat patronat-salariés ». 
Il est ancien vice-président de l’Association Bretagne-Irlande, président de l’Union bretonne (depuis 1950), porte-parole de Bretagne-Europe (depuis 1980), cofondateur du Secours populaire interceltique et chancelier de l’Association des écrivains bretons. Membre de l’Ordre de l’Hermine, qu'il reçoit en 1993.